# Free as a Bird (piosenka)
Free as a Bird – piosenka brytyjskiego zespołu The Beatles, skomponowana i nagrana w 1977 roku przez Johna Lennona na taśmie demo w jego nowojorskim mieszkaniu. W 1994 roku w trakcie przygotowań do publikacji trzyczęściowego wydawnictwa płytowego Anthology, zawierającego niepublikowane dotąd wersje nagrań studyjnych zespołu, wdowa po Lennonie Yoko Ono przekazała na ręce Paula McCartneya taśmę z czterema utworami, które nieżyjący już wtedy Lennon nagrał w wersji demo. Obok niedokończonej „Free as a Bird” na taśmie tej znajdowała się też niemal gotowa piosenka „Real Love”, którą Paul McCartney, George Harrison i Ringo Starr również wykorzystali.
W lutym 1994 roku po raz pierwszy od 1970 roku McCartney, Harrison i Starr spotkali się studiu McCartneya w południowej Anglii, gdzie wraz producentem i muzykiem Jeffem Lynnem rozpoczęli prace nad „Free as a Bird”. Do ścieżki mono, zawierającej głos Lennona i pianino, McCartney zaśpiewał dodatkowe linijki dopisanego na potrzebę tego nagrania tekstu, a także dograł gitarę basową, gitarę akustyczną oraz instrumenty klawiszowe. George Harrison zaśpiewał swoją część, zarejestrował gitarę i ukulele, Starr perkusję, a Lynne gitarę elektryczną. McCartney, Harrison oraz Starr zaśpiewali też partie chóralne. Po zakończeniu pracy nad utworem i przesłuchaniu go w studio Ringo Starr stwierdził: „To brzmi jak cholerni Beatlesi!”.
Premiera radiowa utworu miała miejsce na falach BBC Radio 1 20 listopada 1995 r. „Free as a Bird” ukazał się na singlu oraz jako pierwszy utwór płyty Anthology 1 w 1995 roku, będąc jednym prawdziwym po rozpadzie The Beatles nad jakim Paul, George i Ringo pracowali wspólnie w studio. Co prawda drugi utwór z taśmy demo „Real Love” również został wykorzystany na Anthology 1, ale nie wymagał już takiego nakładu pracy i muzycy zgodnie stwierdzili, że ich wkład w ukończenie pozostawianej przez Lennona wersji na płytę był znacząco mniejszy.
Singiel „Free as a Bird”, tylko w pierwszym tygodniu dystrybucji, sprzedał się w Wielkiej Brytanii w nakładzie 120 000 sztuk i wspiął się na 2. miejsce zestawienia najlepszych singli, gdzie pozostawał przez kolejne 8 tygodni. W Stanach Zjednoczonych jeszcze przed końcem 1995 r. uplasował się na 6. pozycji zestawienia Billboard Hot 100, dzięki czemu The Beatles znaleźli się w nim ponownie po ponad 19 latach przerwy.